# Delosperma frutescens
Delosperma frutescens är en isörtsväxtart som beskrevs av L. Bol.. Delosperma frutescens ingår i släktet Delosperma, och familjen isörtsväxter. Inga underarter finns listade i Catalogue of Life.